# Gas natural vehicular

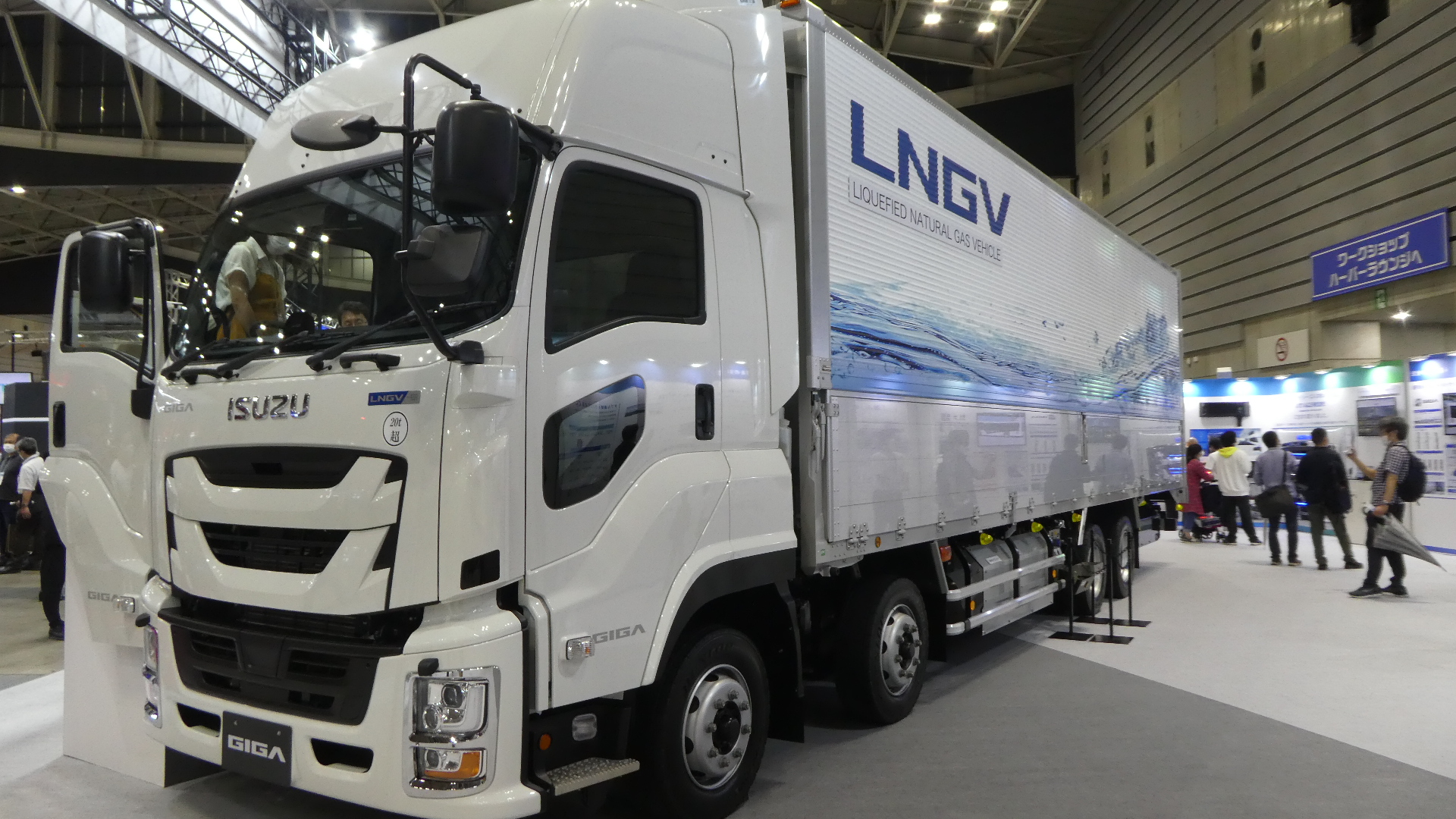
Camión movido por Gas Natural Licuado (GNL) presentado en la Japan Truck Show 2022

Se denomina gas natural vehicular (abreviado comúnmente con las siglas GNV) al gas natural de automoción, utilizado como combustible para vehículos autopropulsados.
Es un  tipo de combustible alternativo a la gasolina y al gasóleo, que genera menos emisiones (reducciones de hasta el 25%) y menor contaminación acústica, pues los motores que lo utilizan son más silenciosos. Se obtiene de yacimientos naturales y se compone principalmente de gas metano. 

## Tipos de gas natural vehicular
Actualmente, existen dos tipos de GNV: el Gas Natural Licuado (GNL) y  el Gas Natural Comprimido (GNC). 
- GNL (gas natural licuado): se trata de gas natural enfriado y almacenado a temperaturas extremadamente bajas (-162 °C) para convertirlo en líquido. Este proceso reduce significativamente su volumen (unas 600 veces), facilitando el almacenamiento y el transporte a largas distancias.  Adecuado para vehículos pesados de transporte a larga distancia.
- GNC (gas natural comprimido): consiste en gas natural almacenado y transportado a altas presiones, habitualmente entre 200 y 250 bar y a temperatura ambiente. Su uso es adecuado para vehículos de transporte de media y corta distancia, vehículos comerciales ligeros y turismos.

## Motor de gas natural vehicular
El motor a gas natural dispone de una mecánica similar al de un motor de gasolina, por eso es posible, en algunos casos, transformar el motor de un vehículo de combustible tradicional por el de gas natural. 